# セルジ・カノス
セルジ・カノス・テネス（Sergi Canós Tenés、1997年2月2日 - ）は、スペイン・バレンシア州ヌレス出身のプロサッカー選手。バレンシアCF所属。ポジションはFW。

## 経歴
2010年、FCバルセロナのカンテラに入団。2013年、リヴァプールFCに移籍。
2016年5月17日、プレミアリーグ最終節のウェスト・ブロムウィッチ・アルビオンFC戦でトップチームデビューをはたしたが、トップチームでの出場はこれが最初で最後になった。
2016年7月13日、ノリッジ・シティFCに完全移籍。移籍金は250万ポンドで、活躍次第で450万ポンドまで上昇する。
2017年1月31日、以前期限付き移籍で在籍していたブレントフォードFCに4年半契約で完全移籍。
2023年8月20日、バレンシアCFへ移籍し、4年契約を結んだ。

## 個人生活
カノスはバレンシアのサポーターです。 彼の家族はスペイン料理のレストラン Gracias を、リバプールのペニー・レーンに経営していました。 彼の母親は2023年2月に亡くなりました。